# 広沢虎造
広沢 虎造（ひろさわ とらぞう）は、浪曲の名跡。
- 初代広沢虎造 - 後の3代目広沢虎吉。
- 2代目広沢虎造 - 当該項目で記述。
- 3代目広沢虎造 - 本項にて記述。

広沢 虎造（1922年9月29日 - 1993年3月25日） 東京都台東区浅草出身。本名∶田中 武雄。
東家楽鴈の長男。1937年に初代木村重松に入門し重春を拝名。翌年2代目広沢虎造の門下で虎之助、1966年に3代目虎造を襲名。
師匠譲りの『清水次郎長伝』を得意とした。1990年より日本浪曲協会会長。妻の田中ふみ子は曲師をしていた。
また、1962年にビクターレコードより「八坂正二郎」の名前でシングルを発売した。歌の師匠は渡久地政信